# Herne Bay
Herne Bay – miasto w Anglii, w hrabstwie Kent, w dystrykcie Canterbury. Leży 11 km na północ od miasta Canterbury i 89 km na wschód od centrum Londynu. W 2001 miasto liczyło 35 188 mieszkańców.

## Współpraca
- Wimereux, Francja
- Waltrop, Niemcy